# Пятница (городской округ Кашира)
Пятница — деревня в городском округе Кашира Московской области.

## География
Находится в южной части Московской области на расстоянии приблизительно 10 км на юг-юго-запад по прямой от железнодорожной станции Кашира.

## История
Известна с 1578 года как село «у Пятницы, Антончиково тож». Названия связаны с местной церковью Параскевы Пятницы и фамилией тогдашнего хозяина. Позднее село принадлежало разным хозяевам. В 1844 году была построена каменная Казанская церковь. В советское время село стало деревней, работали колхозы «Колос» и им. Тимирязева. В 1995 году числилось 42 дома. До 2015 года входила в состав сельского поселения Базаровского Каширского района.

## Население
Постоянное население составляло 10 человек (1995 год), 210 в 2002 году (русские 72 %), 249 в 2010.